# 特徴のある小惑星

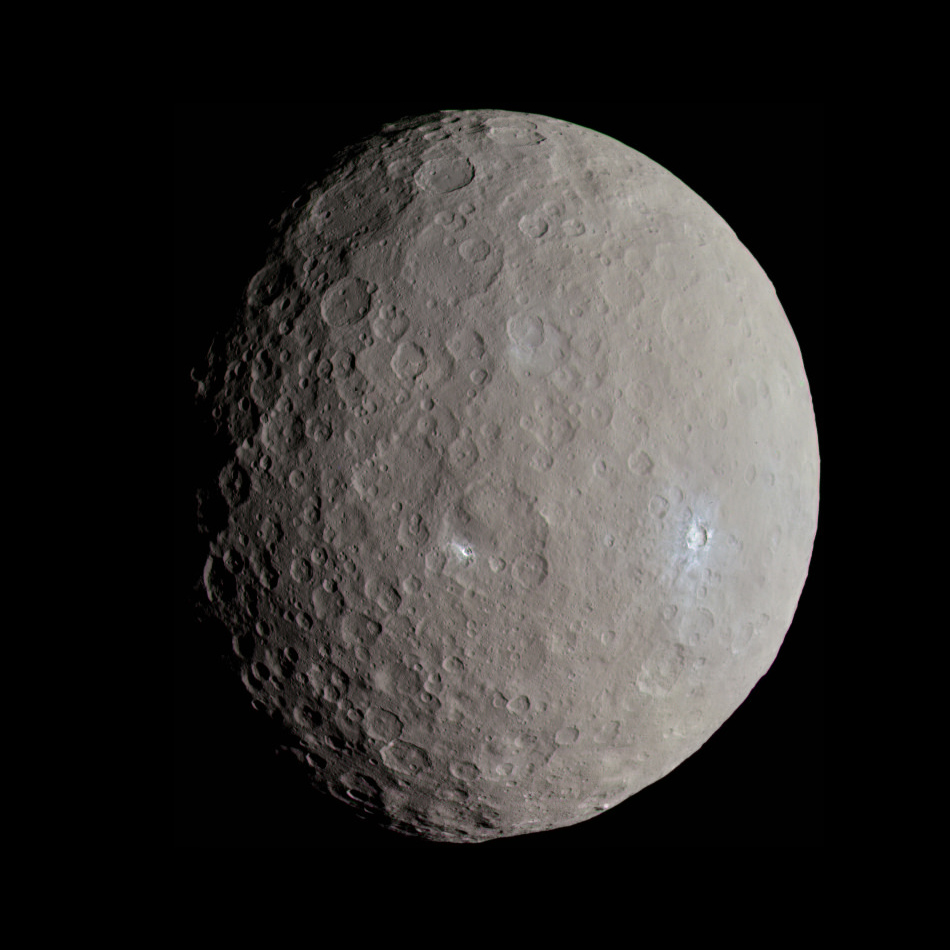
探査機ドーンが撮影した準惑星ケレス。ケレスは小惑星帯の中で最大の天体である。

この記事は小惑星の一覧から何らかの観点で特徴があると考えられるものを抜粋した記事である。この中には準惑星も含まれる。

## 準惑星である小惑星
ケレス、冥王星、ハウメア、マケマケ、エリスの5つは、2006年に採択された準惑星の定義にあてはまる。このうちケレスのみ小惑星帯の天体であり、残り4つは太陽系外縁天体である。

## 直径の大きい小惑星
小惑星は不規則な形をしており、さらにアルベドが異なり、角直径も小さいので、観測から小惑星の大きさを測ることは困難である。たとえば、C型小惑星は他の小惑星に比べ、ずっと暗い。以下のリストは太陽から海王星の軌道までにある小惑星のみで、太陽系外縁天体は含まない。
| 名称                   | 直径（km） （幾何平均） | 大きさ（km）  | 太陽からの 平均距離 （au） | 発見日         | 発見者                                     | クラス                   |
| ---------------------- | ----------------------- | ------------- | -------------------------- | -------------- | ------------------------------------------ | ------------------------ |
| (1) ケレス             | 952                     | 975×975×909   | 2.766                      | 1801年1月1日   | ジュゼッペ・ピアッツィ                     | G型小惑星                |
| (2) パラス             | 544                     | 582×556×500   | 2.773                      | 1802年3月28日  | ヴィルヘルム・オルバース                   | B型小惑星                |
| (4) ベスタ             | 529                     | 578×560×458   | 2.362                      | 1807年3月29日  | ヴィルヘルム・オルバース                   | V型小惑星                |
| (10) ヒギエア          | 431                     | 530×407×370   | 3.139                      | 1849年4月12日  | アンニーバレ・デ・ガスパリス               | C型小惑星                |
| (704) インテラムニア   | 326                     | 350×304       | 3.062                      | 1910年10月2日  | ヴィンチェンツォ・チェルッリ               | F型小惑星                |
| (52) エウロパ          | 301                     | 360×315×240   | 3.095                      | 1858年2月4日   | ヘルマン・ゴルトシュミット                 | C型小惑星                |
| (511) ダビダ           | 289                     | 357×294×231   | 3.168                      | 1903年5月30日  | レイモンド・ドゥーガン                     | C型小惑星                |
| (87) シルヴィア        | 286                     | 385×265×230   | 3.485                      | 1866年5月16日  | ノーマン・ポグソン                         | X型小惑星                |
| (65) キュベレー        | 273                     | 302×290×232   | 3.439                      | 1861年3月8日   | エルンスト・テンペル                       | C型小惑星                |
| (15) エウノミア        | 268                     | 357×255×212   | 2.643                      | 1851年7月29日  | アンニーバレ・デ・ガスパリス               | S型小惑星                |
| (3) ジュノー           | 258                     | 320×267×200   | 2.672                      | 1804年9月1日   | カール・ハーディング                       | S型小惑星                |
| (10199) カリクロー     | 258                     |               | 15.79                      | 1997年2月15日  | ジェイムズ・スコッティ（スペースウォッチ） | ケンタウルス族 D型小惑星 |
| (31) エウフロシネ      | 256                     |               | 3.149                      | 1854年9月1日   | ジェイムズ・ファーガソン                   | C型小惑星                |
| (624) ヘクトル         | 241                     | 370×195(×195) | 5.235                      | 1907年2月10日  | アウグスト・コプフ                         | トロヤ群 D型小惑星       |
| (2060) キロン          | 233                     |               | 13.70                      | 1977年10月18日 | チャールズ・トーマス・コワル               | ケンタウルス族           |
| (88) シズビー          | 232                     | 221×201×168   | 2.769                      | 1866年6月15日  | クリスチャン・H・F・ピーターズ             | B型小惑星                |
| (324) バンベルガ       | 229                     |               | 2.684                      | 1892年2月25日  | ヨハン・パリサ                             | C型小惑星                |
| (19) フォルトゥナ      | 225                     | 225×205×195   | 2.442                      | 1852年8月22日  | ジョン・ハインド                           | G型小惑星                |
| (532) エルクリーナ     | 222                     |               | 2.772                      | 1904年4月20日  | マックス・ヴォルフ                         | S型小惑星                |
| (451) パティエンティア | 225                     |               | 3.059                      | 1899年12月4日  | オーギュスト・シャルロワ                   |                          |
| (48) ドリス            | 222                     | 278×142       | 3.108                      | 1857年9月19日  | ヘルマン・ゴルトシュミット                 | C型小惑星                |
| (375) ウルスラ         | 216                     |               | 3.126                      | 1893年9月18日  | オーギュスト・シャルロワ                   |                          |
| (107) カミラ           | 215                     | 285×205×170   | 3.476                      | 1868年11月17日 | ノーマン・ポグソン                         | C型小惑星                |
| (45) ウージェニア      | 213                     | 305×220×145   | 2.720                      | 1857年6月27日  | ヘルマン・ゴルトシュミット                 | F型小惑星                |
| (7) イリス             | 213                     | 240×200×200   | 2.386                      | 1847年8月13日  | ジョン・ハインド                           | S型小惑星                |
| (29) アンフィトリテ    | 212                     | 233×212×193   | 2.554                      | 1854年3月1日   | アルベルト・マルト                         | S型小惑星                |
| (423) ディオティマ     | 209                     |               | 3.065                      | 1896年12月7日  | オーギュスト・シャルロワ                   | C型小惑星                |
| (13) エゲリア          | 206                     | 217×196       | 2.576                      | 1850年11月2日  | アンニーバレ・デ・ガスパリス               | G型小惑星                |
| (94) アウロラ          | 197                     | 225×173       | 3.160                      | 1867年9月6日   | ジェームズ・クレイグ・ワトソン             | C型小惑星                |
| (16) プシケ            | 186                     | 240×185×145   | 2.924                      | 1852年3月17日  | アンニーバレ・デ・ガスパリス               | M型小惑星                |

小惑星のサイズが小さくなるにつれて、天体数は急激に増える（パレート分布）。
メインベルトのカークウッドの空隙（2.5 au）より内側には大きい小惑星が少なく、上記リストに入っているものは(4) ベスタ、(19) フォルトゥナ、(7) イリスのみである。

## 質量の大きな小惑星
以下のリストは質量の大きな順である 。ただし太陽から海王星の軌道までにある小惑星のみで、太陽系外縁天体は含んでいない。リストの質量は火星やその他の天体の摂動による推定値である。
| 名称                 | 質量 (×1019 kg) | 精度 |
| -------------------- | --------------- | ---- |
| (1) ケレス           | 94.5            | 0.6% |
| (4) ベスタ           | 26.7            | 0.7% |
| (2) パラス           | 21              | 12%  |
| (10) ヒギエア        | 9.0             | 3%   |
| (704) インテラムニア | 7.1             | 12%  |
| (511) ダビダ         | 5.9             | 10%  |
| (15) エウノミア      | 3.3             | 5%   |
| (3) ジュノー         | 3.0             | 10%  |
| (16) プシケ          | 2.6             | 13%  |

精度内の測定誤差を考慮すると、ダビダはインテムラニアより、ジュノーはエウロパより、プシケはジュノーより質量が大きい可能性がある。より完全なリストは大きさ順の太陽系天体の一覧
を参照。

## 逆行小惑星
以下は軌道傾斜角が90°以上で逆行する小惑星のリストである。2010年9月現在、外縁天体を含めて36個の逆行する小惑星が知られている。また、逆行小惑星として発見された後に彗星として再分類されたものもいくつかある（リストにあるのはその一部）。
| 名称                   | 軌道傾斜角 | 発見日         | コメント                                                                                            |
| ---------------------- | ---------- | -------------- | --------------------------------------------------------------------------------------------------- |
| 2005 VD                | 172.912°   | 2005年11月1日  | ハレー彗星に似た軌道を持つ。                                                                        |
| 2006 LM1               | 172.138°   | 2006年6月3日   | |
| 2008 SO218             | 170.361°   | 2008年9月30日  | |
| 2006 GZ2               | 168.683°   | 2006年4月7日   | 後にスペースウォッチ彗星 (C/2006 GZ2) として再分類される。                                          |
| 2004 NN8               | 165.535°   | 2004年7月13日  | 軌道離心率~0.9875。                                                                                 |
| 2006 BZ8               | 165.282°   | 2006年1月23日  | |
| 2006 RJ2               | 164.651°   | 2006年9月14日  | |
| 2009 WP104             | 162.705°   | 2009年11月20日 | 後にボアッティーニ彗星 (C/2008 S3) と同一天体であったことが判明。                                   |
| (20461) ディオレッツァ | 160.430°   | 1999年6月8日   | ダモクレス族、ケンタウルス族。2000 HE46はディオレッツァから分離した可能性がある。                   |
| 2010 DG56              | 160.417°   | 2010年2月18日  | 後にWISE彗星 (C/2010 DG56) として再分類される。                                                     |
| 2000 HE46              | 158.531°   | 2000年4月29日  | ダモクレス族、ケンタウルス族。ディオレッツァから分離した可能性。                                    |
| 2010 EB46              | 156.636°   | 2010年3月12日  | |
| 2009 HC82              | 154.496°   | 2009年4月29日  | 最も周期が短い逆行小惑星。                                                                          |
| 1999 LE31              | 151.846°   | 1999年6月12日  | ダモクレス族、散乱円盤天体、木星横断小惑星、土星横断小惑星。                                        |
| 2006 EX52              | 150.256°   | 2006年3月5日   | 冥王星族。                                                                                          |
| 2009 YS6               | 147.761°   | 2009年12月17日 | |
| 2010 KW7               | 147.081°   | 2010年5月16日  | |
| 2010 CG55              | 146.378°   | 2010年2月15日  | |
| 2002 CE10              | 145.459°   | 2002年2月6日   | 後にLINEAR彗星 (C/2002 CE10)として再分類される。                                                    |
| 2010 BK118             | 143.933°   | 2010年1月30日  | |
| 2010 OR1               | 143.854°   | 2010年7月16日  | |
| 2010 NV1               | 140.770°   | 2010年7月1日   | |
| 2009 QY6               | 137.804°   | 2009年8月17日  | |
| 2006 RG1               | 133.308°   | 2006年9月1日   | |
| 2007 VA85              | 131.769°   | 2007年11月4日  | |
| 2005 NP82              | 130.586°   | 2005年7月6日   | 木星に繰り返し接近している（特に1646年、1872年、1978年）。                                          |
| 2009 UG89              | 130.100°   | 2009年10月22日 | 後にレモン山彗星 (C/2009 UG89) として再分類される。                                                 |
| 2000 DG8               | 129.340°   | 2000年2月25日  | ダモクレス族、散乱円盤天体。海王星を除くすべての小惑星帯より外側の惑星（outer planets）を横断する。 |
| 2010 LG61              | 123.732°   | 2010年6月2日   | |
| 2010 PO58              | 121.145°   | 2010年8月5日   | |
| (65407) 2002 RP120     | 119.258°   | 2002年9月4日   | ダモクレス族、散乱円盤天体。                                                                        |
| 2010 OM101             | 118.673°   | 2010年7月28日  | |
| 2005 VX3               | 112.455°   | 2005年11月1日  | |
| 2005 TJ50              | 110.391°   | 2005年10月5日  | |
| 2007 VW266             | 108.295°   | 2007年11月12日 | |
| 2009 DD47              | 107.449°   | 2009年2月27日  | |
| 2010 GW64              | 105.310°   | 2010年4月6日   | |
| 2008 YB3               | 105.050°   | 2008年12月18日 | |
| 2008 KV42              | 103.438°   | 2008年5月31日  | ダモクレス族、海王星横断小惑星、ケンタウルス族。                                                    |
| 2010 GW147             | 99.687°    | 2010年4月14日  | |
| 2005 SB223             | 91.518°    | 2005年9月30日  | |

## 特色ある小惑星
以下のリストは木星の軌道までの小惑星で、天文学史的、物理性質的に意味のあるもののリストである。
| 名称                | 直径 (km)   | 発見日         | コメント                                                                                 |
| ------------------- | ----------- | -------------- | ---------------------------------------------------------------------------------------- |
| (5) アストラエア    | 117         | 1845年12月8日  | ベスタ以来38年ぶりに発見された小惑星。                                                   |
| (87) シルヴィア     | 261         | 1866年5月16日  | 複数の衛星を持つことが初めて確認された小惑星。                                           |
| (90) アンティオペ   | 80×80       | 1866年10月1日  | ほとんど同じ大きさの二重小惑星を構成している。伴星は補償光学を用いて発見された。         |
| (92) ウンディナ     | 126         | 1867年7月7日   | 過去1億年で最も大きな小惑星同士の衝突の1つで誕生した。                                   |
| (139) 瑞華          | 162         | 1874年10月10日 | 中国で発見された初めての小惑星。発見者はJ. C. ワトソン。                                 |
| (216) クレオパトラ  | 217×94      | 1880年4月10日  | 犬の骨のような形をしたM型小惑星。                                                        |
| (243) イダ          | 56×24×21    | 1884年9月29日  | 初めて確認された二重小惑星。                                                             |
| (243.1) ダクティル  | 1.4         | 1994年2月17日  | イダの衛星。初めて確認された小惑星の衛星。                                               |
| (279) チューレ      | 127         | 1888年10月25日 | 小惑星帯（メインベルト）の最も外側で木星と4:3の軌道共鳴状態にある。                      |
| (323) ブルーシア    | 36          | 1891年12月22日 | 天体写真によって発見された初めての小惑星。                                               |
| (433) エロス        | 13×13×33    | 1898年8月13日  | 初めて発見された地球近傍小惑星。                                                         |
| (490) ヴェリタス    | 115         | 1902年9月3日   | 過去1億年で最も大きな小惑星同士の衝突の1つで誕生した。                                   |
| (624) ヘクトル      | 370×195     | 1907年2月10日  | 発見された木星のトロヤ群で最も大きな小惑星。                                             |
| (719) アルベルト    | 2.4         | 1911年10月3日  | 小惑星番号を与えられ、ロストした小惑星の中で、最後に再発見された小惑星。                 |
| (846) リッペルタ    | 52.4        | 1916年11月26日 | 自転速度が非常に遅く、周期が68.4日もある。                                               |
| (1125) チャイナ     |             | 1957年10月30日 | 個人ではなく天文台の名前が発見者として登録された初めての小惑星。                         |
| (1566) イカルス     | 1.4         | 1949年6月27日  | アポロ群で、近日点は水星より太陽に近い。                                                 |
| (3200) ファエトン   | 5           | 1983年10月11日 | 宇宙から発見された初めて小惑星。ふたご座流星群の母天体。                                 |
| (3753) クルースン   | 5           | 1986年10月10日 | 地球と共鳴軌道にある最初に発見された天体。                                               |
| (4179) トータティス | 4.5×2.4×1.9 | 1989年1月4日   | 自転軸が2つある。                                                                        |
| (4769) カスタリア   | 1.8×0.8     | 1989年8月9日   | 初めてレーダー観測によって十分な精度の三次元形状のモデルが作成された小惑星。             |
| (5261) エウレカ     | ~2–4        | 1990年6月20日  | 火星のトロヤ群としては最初に発見された小惑星。                                           |
| (11885) Summanus    |             | 1990年9月25日  | 地球近傍天体で初めて自動サーベイによって発見された。                                     |
| (29075) 1950 DA     | 1.1         | 1950年2月23日  | 2880年3月16日、地球に非常に接近する。                                                    |
| (99942) アポフィス  | 0.3         | 2004年6月19日  | 初めてトリノスケールが1より大きい値がつけられた。2、後に4となり、現在では0となっている。 |
| 1998 KY26           | 0.030       | 1998年6月2日   | ラブルパイルでは存在しえない事が分かる最初の天体。                                       |
| 2008 TC3            | ~0.003      | 2008年10月6日  | 地球と衝突する前に発見された初めての天体。2008年10月7日に地球の大気圏内で爆発した。      |

## 探査機の目標
探査機の目標となった小惑星を挙げる。小惑星探査の歴史も参照。
| 名称                  | 直径 (km)     | 発見日         | 探査機                | 探査年                  |
| --------------------- | ------------- | -------------- | --------------------- | ----------------------- |
| (1) ケレス            | 959×933       | 1801年1月1日   | ドーン                | 2015年予定              |
| (4) ベスタ            | 468           | 1807年3月29日  | ドーン                | 2011年予定              |
| (21) ルテティア       | 120×100×80    | 1852年11月15日 | ロゼッタ              | 2010年                  |
| (140) シワ            | 103           | 1874年10月13日 | ロゼッタ              | 2008年（中止）          |
| (243) イダ            | 56×24×21      | 1884年9月29日  | ガリレオ              | 1993年                  |
| (253) マティルド      | 66×48×46      | 1885年11月12日 | NEARシューメーカー    | 1997年                  |
| (433) エロス          | 13×13×33      | 1898年8月13日  | NEARシューメーカー    | 1998年、2000-2001年     |
| (951) ガスプラ        | 18.2×10.5×8.9 | 1916年7月30日  | ガリレオ              | 1991年                  |
| (1620) ジオグラフォス | 5.1×1.8       | 1951年9月14日  | クレメンタイン        | 1994年（中止）          |
| (2530) シプカ         |               | 1978年7月9日   | ロゼッタ              | 中止                    |
| (2685) マサースキー   | 15-20         | 1981年5月3日   | カッシーニ            | 2000年                  |
| (2703) Rodari         |               | 1979年3月29日  | ロゼッタ              | 中止                    |
| (2867) シュテインス   | 4.6           | 1969年11月4日  | ロゼッタ              | 2008年                  |
| (3352) マコーリフ     | 2-5           | 1981年2月6日   | ディープ・スペース1号 | 中止                    |
| (3840) Mimistrobell   |               | 1980年10月9日  | ロゼッタ              |                         |
| (4660) ネレウス       | ~1            | 1982年2月28日  | NEAP はやぶさ         | （キャンセル） （中止） |
| (4979) Otawara        | 5.5           | 1949年8月2日   | ロゼッタ              | 中止                    |
| (5535) アンネフランク | 4.0           | 1942年3月23日  | スターダスト          | 2002年                  |
| (9969) ブライユ       | 2.2×0.6       | 1992年5月27日  | ディープ・スペース1号 | 1999年                  |
| (25143) イトカワ      | ~1            | 1998年9月26日  | はやぶさ              | 2005年                  |
| (83982) クラントル    | 85?           | 2002年4月12日  | ニュー・ホライズンズ  | 2010年?                 |
| (99942) アポフィス    | 0.27 - 0.41   | 2004年6月19日  | ドン・キホーテ        | 2015年予定              |
| (132524) APL          | ~2.5          | 2002年5月9日   | ニュー・ホライズンズ  | 2006年                  |
| (101955) ベンヌ       | ~0.5          | 1999年9月11日  | オシリス              | 2019年                  |
| (162173) リュウグウ   | 0.7           | 1999年5月10日  | はやぶさ2             | 2019年                  |
| (163249) 2002 GT      | 0.8           | 2002年4月3日   | エポキシ              | 中止                    |
| 1999 KK1              |               | 1999年5月17日  | ディープ・スペース1号 | 中止                    |
| 2003 SM84             | 0.07 - 0.16   | 2003年9月20日  | ドン・キホーテ        | 2016年予定              |

## 彗星でもある小惑星
| 名称（小惑星）                | 名称（彗星）                    | コメント |
| ----------------------------- | ------------------------------- | --- |
| (2060) キロン                 | 95P/キロン                      | 1977年にケンタウルス族の小惑星として発見され、後に彗星としても登録された。                                                              |
| (4015) ウィルソン・ハリントン | 107P/ウィルソン・ハリントン彗星 | 1949年に新彗星として発見されるがロストしてしまう。1992年に、1979年に発見された小惑星 (4015) 1979 VAと同一の天体であることが報告された。 |
| (7968) エルスト・ピサロ       | 133P/エルスト・ピサロ彗星       | 1996年に彗星として発見されるが、1972年に発見された小惑星1979 OW7と同一の天体であることが分かった。                                      |
| (60558) エケクルス            | 174P/エケクルス                 | コマを持つことが後に分かった。 |
| (118401) LINEAR               | 176P/LINEAR彗星                 | メインベルト彗星。2005年11月26日にコマが見つかった。                                                                                    |

小惑星番号が振られる前の仮符号しか持たない小惑星が彗星だと分かるケース（たとえば、2001 OG108がLONEOS彗星 (C/2001 OG108)）以外はきわめて少ない。

## 自転の遅い小惑星
自転周期は光度曲線やレーダーからの少ないデータで決定されている。大部分の小惑星は24時間以内だが、(288) グラウケは、およそ50日である。
| 名称               | 自転周期（時間） |
| ------------------ | ---------------- |
| (288) グラウケ     | 1,200            |
| (1220) Crocus      | 737              |
| (253) マティルド   | 417.7            |
| 1998 QR52          | 234              |
| (3691) Bede        | 226.8            |
| (9969) ブライユ    | 226.4            |
| (38071) 1999 GU3   | 216              |
| (65407) 2002 RP120 | 200              |

参照: Minor Planet Lightcurve Parameters（英語）